# Campionato mondiale giovanile di scherma 1969
Il Campionato mondiale juniores di scherma del 1969 ("1969 World Juniors Fencing Championships") è stato organizzato dalla Federazione internazionale della scherma e si è svolto a Genova in Italia dal 4 al 7 aprile.
Nel fioretto, si sono aggiudicati i titoli del campionato mondiale il polacco Lech Koziejowski, che ha battuto in finale il polacco Marek Dabrowski, e la sovietica Tatjana Kanurkina che ha avuto la meglio sulla sovietica Natalia Kozlenko.
Nella spada l'elvetico Daniel Giger ha battuto in finale il tedesco Harald Hein, ottenendo il titolo mondiale juniores maschile.
Nella sciabola il sovietico Peter Renski prevale sul rumeno Dan Irimiciuc.

## Podi

### Uomini
| Specialità  | Oro              | Argento         | Bronzo              |
| Individuali |                  |                 |                     |
| Fioretto    | Lech Koziejowski | Marek Dabrowski | Edoardo Bernkopf    |
| Spada       | Daniel Giger     | Harald Hein     | Boris Joffe         |
| Sciabola    | Peter Renski     | Dan Irimiciuc   | David Sharashenidze |

### Donne
| Specialità  | Oro               | Argento          | Bronzo        |
| Individuali |                   |                  |               |
| Fioretto    | Tatjana Kanurkina | Natalia Kozlenko | Sylvie Picard |

## Medagliere
| Pos.   | Nazione          | Oro | Argento | Bronzo | Totale |
| ------ | ---------------- | --- | ------- | ------ | ------ |
| 1      | Unione Sovietica | 2   | 1       | 2      | 5      |
| 2      | Polonia          | 1   | 1       | 0      | 2      |
| 3      | Svizzera         | 1   | 0       | 0      | 1      |
| 4      | Germania         | 0   | 1       | 0      | 1      |
| 4      | Romania          | 0   | 1       | 0      | 1      |
| 6      | Francia          | 0   | 0       | 1      | 1      |
| 6      | Italia           | 0   | 0       | 1      | 1      |
| Totale | Totale           | 4   | 4       | 4      | 12     |